# Защитный участок
Защи́тный уча́сток — участок пути, предназначенный для автоматической безопасной остановки железнодорожного поезда, бортовыми локомотивными устройствами безопасности, перед занятым путевым участком. 

## Принцип работы
Если попутно следующие поезда разделить только одним блок-участком, то создается угроза наезда поезда с впереди идущим при проследовании следующим позади поездом светофора с запрещающим показанием. Для исключения подобных сценариев, за каждым светофором выделяется участок пути,    размером не менее длины тормозного пути при использовании экстренного торможения со скоростью, равной максимально разрешённой на данном блок-участке пути. Данный участок пути принято называть защитным. 
Защитный участок за светофором равен расстоянию от скобы путевого автостопа данного светофора до конца участка пути, ограждаемого предыдущим по ходу движения светофором.

## Применение защитного участка
Из-за того, что тормозной путь при экстренном торможении значительно меньше, чем при служебном, то очевидно, что защитный участок будет короче блок-участка. Хотя стоит принять во внимание и то, что защитный участок в некоторых случаях может быть равен блок-участку, а на подходе к станции и вовсе может значительно превышать длину блок-участка. Таким образом, при наличии защитного участка, безопасное расстояние между попутно идущими подвижными составами будет включать в себя защитный участок, расположенный за следующим светофором, и блок-участок соответственно.
Участок пути, включающий в себя блок-участок за светофором и защитный участок за последующим светофором называется ограждаемым участком данного светофора, а его свободное состояние контролируется линейным реле.
Также стоит упомянуть, что в ПТЭ Метрополитенов РФ говорится, что включение разрешающего показания на светофоре блок-участка возможен только после того, как впереди идущий подвижной состав освободил оный блок-участок и защитный участок, а на последующем светофор включил запрещающий сигнал и при этом его автостоп принял заградительное положение. Включение разрешающего показания происходит после того, как автостоп перешёл в разрешающее положение соответственно. Данный порядок работы сигнализации и автоблокировки позволяет обеспечить безаварийную остановку поезда в случае проследования им запрещающего сигнала.